# 栗甲
栗甲（1949年12月—），男，汉族，辽宁凤城人，中华人民共和国政治人物，中国民主促进会会员。长春地质学院勘探仪器专业毕业。曾任山东省政协副主席。

## 生平
2008年，当选第十一届全国人民代表大会山东地区代表。2016年3月，辞去民进山东省第六届委员会主任委员职务。